# Пачакути
Пачакути Инка Юпанки (исп: Pachacútec Inca Yupanqui; кечуа: Pachakutiq Inka Yupanki; превод: „Преобразувател на света; Син на Инти; Достоен за уважение“), по-често споменаван само като Пачакути или Пачакутек, роден като Куси Юпанки е деветият Капак Инка или Сапа Инка (исп: Cápac Inca; кечуа: Qhapaq Inka; превод: „Великият син на Инти“) – владетел, управлявал кралство Куско през XV век, от 1438 до 1471 г.
През 1438 г. Куси Юпанки побеждава армията на племето Чанка и става първият демократично избран Капак Инка, след което приема името Пачакути. В продължение на няколко десетилетия той успява да разшири кралството на инките и го превръща в империя, носеща името „Тауантинсую“ (превод: „Земя от четири части“), известна като „Империя на инките“, простираща се в своя пик на повече от 135 000 квадратни мили, от днешна Колумбия до Чили и Аржентина.
Освен с териториалното разширение и административната организация на новосъздадената империя, управлението на Пачакути се свързва и с възраждане на изкуствата, религията и културата в доколумбова Америка. Много от архитектурните паметници, построени по негово време, най-известен сред които е комплексът Мачу Пикчу, учудват хората с красотата и величието си и до днес.
| „                   | Пачакути е Александър Македонски на новия свят. | “ |
| Сър Клементс Маркъм |                                                 |   |

## Произход и ранни години
Хронистите Сармиенто и Бетанзос споменават, че през 1438 г. Куси Юпанки е на 20 или 22 години. Следователно, той е роден около 1416 – 1418 година в град Куско – днешно Перу, тогава малко кралство, ръководено от „Синовете на Слънцето“. Куси е най-малкият от тримата законни синове на Виракоча Инка, от които най-големият се казва Рока, а вторият Тупак Хуарочири.
За ранните му години не се знае много, освен, че го описват като симпатичен и приветлив, надарен с висока интелигентност и смелост, поради което, второто му име е „Юпанки“ (превод:„достоен за уважение“). Твърди се, че заради тези негови качества той е основен претендент на братята му, аристократите и военните лидери на кралство Куско за унаследяване на трона. За разлика от тях обаче, баща му Виракоча не мисли така и избира за свой наследник незаконният си син Уркон с когото започва да царува съвместно и официално споделя властта. Така Куси, като явяваща се заплаха за избора на Виракоча, прекарва много от ранните си години далеч от дома, в изгнание, от които три години в долината на река Урубамба, където по заповед на баща си е пастир на лами.

## Война с племето Чанка
През 1438 г. Куси Юпанки се връща в Куско от поредното си изгнание, точно когато градът е нападнат от кралство Андахуайлас, държавата на войнственото племе Чанка. Щом разбират за надвисналата опасност, баща му Виракоча и съуправляващият Уркон, напускат столицата и бягат в крепостта Писак, като оставят защита и на плещите на младия Юпанки. Войската на инките е твърде недостатъчна, около 700 души, за да се изправи срещу 100–хилядната чанкска армия. Затова, Куси отива да потърси още войници при съседните племена, с които инките до този момент са в добри отношения. За негово съжаление апелите му ударят на камък, защото съседите му предпочитат да изчакат, за да видят как ще се развие войната.
Щом разбира, че не може да събере повече бойци, единственото, което остава на Куси е да се помоли на предците си Виракоча и Инти, да му донесат смелост и победа срещу враговете му. Така, след дълги молитви към тях, той получава видение, което предвещава победата му над чанките и успехите му след това. Легендата разказва, че на молбите му откликва Инти, който се появява пред него, като образ на човек в кристално огледало. Около главата си той има лауто (инкска шапка – тюрбан), а от центъра на шапката стърчат три ярко блестящи лъча, като тези на слънцето. Около ръцете и раменете му се увиват змии, които се простират от върха до дъното на гърба му. Виждайки това изображение, Куси се уплашва и тръгва да бяга, но образът му проговаря: „Ела тук, дете мое, не се бой, защото Аз съм твоят баща – Слънцето (Инти), знай, че ти ще покориш много народи и аз ще ти помогна, за да ме помниш, почиташ и принасяш жертви“, след което изчезва. След тази случка, младият Юпанки взима огледалото със себе и не се разделя повече никога с него. Вдъхновен от това, което му се е случило, той се връща в Куско за да окуражи тези, които ще се бият рамо до рамо с него срещу агресорите и тези, които прииждали по хълмовете, за да видят битката между двете най-могъщи племена в региона.

### Първа битка
Първоначално, чанките изпращат пратеници до инките с искане за безусловна капитулация, но след като получават отрицателен отговор, бързо напредват и обсаждат град Куско. Разразява се неравна битка, но „синовете на Слънцето“ се борят смело и успяват да отблъскват врага, като му нанасят огромни жертви. Победата се дължи до голяма степен и на младия командир Юпанки, който успява заедно с група доверени войни да се добере и плени мумията на Ускохуилка, която е символ на чанките и тяхно бойно знаме. В края на битката, след като виждат, че Куси и хората му са напът да спечелят, племената, които изчаквали развоят на войната, взимат страна и се включват към армията на инките. Така Куси Юпанки се сдобива с многобройна армия, с която преследва бягащите чанки около пет левги и избива множество от тях по пътя.

### Втора битка
Щом стигат до лагера си, чанките се осъзнават и отново се организират за атака. Армията им потегля към Куско, но по пътя е пресрещната от племената, водени от Куси Юпанки. На полето, близо до Ичупампа, двете армии се сблъскват една в друга и дълго време са равностойни, но и този път инките побеждават, след смелата намеса на младия си водач. В мелето, той успява да се добере до водачите на чанките, братята Асто и Томаю Хуаранка и след като влиза в единоборства с тях, ги обезглавява. Когато виждат мъртвите си вождове, бойците-чанки се обръщат в паническо бягство, но отново са преследвани, докато не са избити до крак.

### След битките
След победата над чанките, Куси Юпанки отива да посети баща си Виракоча е крепостта Писак, за да му отдаде уважение и да сподели триумфа си с него, но отново е пренебрегнат. Старият му баща, все още желае незаконният му син да се изяви и иска от Куси да сподели победата с Уркон, но той отказва и тръгва с хората си обратно към Куско. По пътя обаче е нападнат от войни на Уркон, които искат да го убият. Опитът за убийство пропада, защото бойците на Юпанки успяват да се справят с нападателите.
След тези събития, Куси се връща в столицата на инките, където е посрещнат като герой. Празненствата по случай голямата победа продължават няколко дни, а труповете на мъртвите Чанка са одрани и напълнени със сено, след което са изложени, за да служат като поука за всеки, който дръзне да се изправи срещу „Великите Инки“. По това време, всички поданици и аристократи на Куско единодушно решават, че Куси Юпанки трябва да бъде новият Капак Инка. Все пак, за да са сигурни в правотата на решението си, те се допитват и до бога Инти, който чрез различни знаци, също посочва младият Юпанки за водач и му дава името Пачакути.
Когато официалният престолонаследник Уркон разбира за избора на народа, не приема решението и тръгва с гвардията си към Куско. По пътя обаче е пресрещнат от войска изпратена от Пачакути и понеже не е воин, загива след първата схватка. Така, след смъртта на незаконния му син, Виракоча най-накрая признава Куси Юпанки за най-достоен и след като се заклева във вярност на новия Капак, в реч пред народа обявява оттеглянето си в полза на Пачакути.

## Управление
В самото начало на управлението си Пачакути се заема да реформира Куско. Първото нещо, което прави е да възроди култът към бога Инти и предците си. За тази цел той вика строители, на които заповядва да разширят храма Кориканча и да му върнат подобаващият блясък. След това, нарежда мумиите на предците му – „синовете на Слънцето“, които лежат вътре, да бъдат пренаредени по възходящ ред, като първият Инка да е най-близо до статуята на Инти и да ги украсят пищно, в злато и красиви дрехи. Когато всичко е готово, той заповядва на поданиците си и вождовете на съседните племена, да се поклонят пред тях и да им отдадат уважение, като това се повтаря всяка година, като празник на слънцето – обогатен по-късно с провеждане на танци и празненства и наричан Инти Райми.
Друга голяма реформа, която Пачакути прави в ранните години на управлението си, е в земеделието. Първо, той, след като обикаля земите на кралството и вижда, че обработваемите площи са твърде малко за да може населението да се изхранва чрез тях, веднага предприема изселване на всички племена, които не са поданици на Куско, но живеят в близост две левги от града и дава земите им на инките. След това, дава наставления да се практикува терасирано земеделие, за да може по този начин да се оползотворят и земите по множеството хълмове около града, които дотогава не са обработвани. Също така, той заповядва да се изгради слънчев часовник, който да показва, кога да се сади и прибира реколтата. и налага нови правила в структурата на армията, календара, историческата памет, строителството, облеклото и др.

### Начало на имперската експанзия
След промените които прави в Куско, Инка Юпанки се заема да разширява територията на кралство Куско, но първо, той решава, че трябва да се справи с племената, които дотогава са били васали на инките, но по време на войната с чанките въстават.
Най-силното, сред тези отстъпници е племето Аярмака, водено от вожда Токай Капак. Отначало, Пачакути дава възможност на аярмаките да се подчинят доброволно, като им обещава, че ще бъде милостив, но получава от тях пренебрежение и заплахи за война. Ядосан от отговора, той повежда армията си и влиза във въоръжен конфликт с тях на около две левги от Куско. Така, след няколко ожесточени битки, племето Аярмака са победени, а заради голямата им съпротива Пачакути ги наказва жестоко, като разрушава градовете им и избива множество от тях, а вождът им хвърля в тъмница до смъртта му.
След това, Пачакути унищожава и племето Чинчи, защото те правят опит да го убият, чрез атентатор. Последвали ги племената Сокма и Хуата, които също не се възползвали от предложението на младия Инка да се предадат доброволно и заради това заплатили с главите и земите си. Така, щом унищожава всичките си врагове в близост до Куско, Пачакути е готов да разпростре властта си, чрез експанзия в по-отдалечени територии.

#### Превземане на Андахуайлас
Началният завоевателен поход на Пачакути е насочен към земите на кралство Андахуайлас, които все още се управляват от лидери на племето Чанка.
Първото населено място, което Юпанки завладява преди да навлезе дълбоко в териториите на чанките е град Олантайтамбо. Градът оказва голяма съпротива, но след няколко тежки сражения Пачакути побеждава, като избива всички жители на селището. По същият начин се развиват събитията и след това, като почти всеки град по пътя оказва отпор и отказва да се възползва от предложението да се подчини доброволно. Тази съпротива, прави лидера на инките все по-жесток към народа на Андахуайлас и той, без никаква милост, след като превзема всяко следващо населено място, унищожава множество от хората, които го обитават. Така, не след дълго, под напора на армията на Пачакути, падат всички крепости на чанките, по-важните от които са градовете Сорас, Акос, Аякучо и Вилкашуаман.
След успешният завоевателен поход, Пачакути се връща в Куско, отново посрещнат от поданиците си, като герой. В новите владения той изпраща благородници – Инка, които да ги ръководят и стопанисват, като прави закон ⅓ от продукцията им да отива за императора. За административен център на провинцията е избран град Вилкашуаман, който по заповед на Юпанки е преобразен архитектурно. За да благодари на покровителя си Инти за победите, той прави голямо дарение за храма Кориканча и го облицова със злато.

### Война с Аймара
На югоизток от Куско и езерото Титикака, на територията на днешна западна Боливия и древната империя Тиахуанако се простирала могъщата държавата на племето Аймара (тогава наричани – Коли), управлявана от вожда Чичи Капак. Воден от имперските си амбиции, Пачакути решава, че трябва да присъедини многобройният народ, богатствата и територията и към своята заражда се империя Тауантинсую и изпраща пратеници до аймарите с ултиматум да се подчинят на инките. Вождът Чичи Капак, сигурен в могъществото на своята армия, не взима сериозно под внимание заплахите на господаря на инките и отвръща на тях с думите, че ако Пачакути не се откаже от завоевателните си въжделения ще заплати с живота си. В резултат на това, Юпанки събира огромна армия и напада аймарите.
На следващия ден, армията на инките напредва бързо и влиза в битка с хората на Чичи Капак. Борбата продължава дълго, без нито една от двете страни да набере предимство. Щом Пачакути вижда, че съпротивата на колите се проточва, започва да обикаля навсякъде по бойното поле и да насърчава своите хора, след което се обръща към тях на висок глас и казва: „О-о инки, вие които победихте цялата земя, не ви ли е срам, че един народ по-нисш и така неравен на вас, се съпротивлява толкова дълго време?“. Така, след като чуват думите на своят господар, инките се засрамват и започват да се бият с такъв устрем, че пречупват редиците на аймарите и ги побеждават, а също така, пленяват вожда Чичи Капак и всичките им офицери, които по-късно са избити до един за назидание.
След тази битка Пачакути навлиза дълбоко в територията на колите и завладява напълно земите около езерото Титикака. След това, преди да се върне триумфално в Куско, провежда редица военни походи по крайбрежието и подчинява голяма част от племената по южното крайбрежие на Перу, чак до Лима, като става първият Инка, който вижда сините води на Тихия океан. Много други племена, уплашени от могъществото му, идват да се присъединят към инките доброволно. С този поход, кралство Куско се превръща в истинска империя, простираща се на огромна територия и разполагаща с множеството богатства и поданици.

### Избор на наследник
По времето, когато Пачакути се връща от похода до Аймара, той вече е над средната възраст. И макар и да не е изморен от битките, взима решение, че е време да остане за по-дълго в Куско за да се заеме с организацията на империята, но без да се отказва от завоевателната си политика. Затова, той поставя за главнокомандващ на войската любимият си първороден син Амару, за когото има планове, след време да го наследи на трона и отива в Олантайтамбо, където ръководи изграждането на няколко разкошни сгради.
Не след дълго, обаче, в южната провинция Коласую избухва въстание, водено от синовете на мъртвия вожд на племето Аймара – Чичи Капак. Това налага Инка Юпанки да изостави строителните дейности и да застане отново на чело на армията в похода срещу въстаналите аймари. Но този път, макар и да води войската, той оставя същинското командване в ръцете на синовете си Амару, Аяр Манко и Апо Усно. След няколко, много кръвопролитни битки, най-важните сред които са при град Лампа (градче на 35 км. от Хулиака) и Хатункола (малко селце на 30 км. от Пуно) инките успяват да се справят с бунтовниците и отново завладяват напълно земите около Титикака. През това време, на Пачакути му се ражда син на име Тупак Юпанки и той се връща в Куско за да отпразнува победите и раждането на новия си син, а войската продължава още на юг и превзема град Чаркас и околните градове.
След тези победи, макар и синовете на Пачакути да се проявяват блестящо с командването по време на битките, Юпанки започва да се замисля дали Амару е най-подходящ да го наследи. Големият му син се оказва чувствителен романтик, който не е в състояние да води държавните дела, имайки предвид, че когато той ръководи южните провинции позволява на колите безпрепятствено да се организират и въстанат.
Впоследствие, Амару предизвиква и още по-голямо разочарование у баща си. Той се влюбва в девойка на име Куси Чимбо и се опитва да спечели сърцето и с ухажване, а не със заповед – поведение, което е недопустимо за господар, на когото се дава всичко, което пожелае. Въпреки че, в крайна сметка девойката склонява и се жени за големия син на Юпанки, всички благородници и военачалници започват да смятат Амару за мекушав и недостоен за бъдещ владетел на Тауантинсую. Изхождайки от това, Пачакути е принуден да отнеме командването на армията и правото на първородния си син да наследи трона и го дава на сина си Тупак Юпанки. Този факт не огорчава Амару и той приема решението на баща си спокойно, като му остава верен, а по-късно служи и на брат си.

### Време за реформи
След около 1455 г., Пачакути се заема основно с вътрешно преструктуриране на Тауантинсую, като посвещава цялото си време и енергия в изграждане на идеологията на обществото на инките, тяхната религия и взаимоотношенията между отделните групи. Идеята е, да се създадат стабилни механизми за икономически и политически контрол в империята. В този период Пачакути показва, че е всестранно развита личност с блестящи организационни умения и знания в много посоки – философия, законодателство, архитектура, поезия и др. Структурите които той налага, функционират години след смъртта му, чак до идването на Писаро.

#### Имперска организация
Пачакути разделя Тауантинсую на четири основни части – провинции, от където идва и името на империята на инките. В центъра на четирите области – Кунтинсую, Колясую, Антисую и Чинчасую е столицата Куско. Четирите територии са разделени на по-малки окръзи, всеки със свой централен град. Те се управляват от стройна система, която да урежда взаимоотношенията между отделните групи хора и между поданиците и държавата. Във всеки административен център са построени нови сгради, които да обслужват администрацията, религиозните култове, армията и хранителните запаси. По негова заповед са изградени каменни пътища, които тръгват от столицата и стигат до всяко кътче на държавата. Основните артерии са две – едната минава покрай океана, а другата опасва Андите. По подобие на Рим, „всички пътища водят към“ Куско.

#### Структура и йерархия
По времето на Пачакути инките са организирани в строга йерархия, която започва с императора и достига чак до отделните домакинства. Най-отгоре стои господаря Инка, който има пълна власт над всичко – той е смятан за наследник на бога на слънцето. Под него са управителите на четирите провинции – хора от императорското семейство, които носят титлата „АПУ“. Апу са и членове на висшия съвет на империята – те решават заедно с императора важните дела.
За окръзите, които наброяват 80 в своя пик отговарят наместници, наречени „Курака“, които са подчинени на „Апу“. Те по-често не са инки, а членове на местни групи. Всеки Курака е отговорен за 100 до 10000 домакинства – които са най-нисшето съсловие, наречени „Айлу“. Курака са натоварени с управлението на ресурсите на айлу, данъците, реда и общественото благосъстояние. Ако някаква природна стихия унищожи реколтата, от Курака се очаква да бъдат щедри и да предоставят на потърпевшите хранителни провизии. Курака се предава по наследство, не само на мъже, но и на жени.

#### Данъчни закони
Тъй като инките нямали пари, разплащанията помежду им и към държавата се извършват чрез стоки и полагане на труд. По времето на Пачакути в сила влиза закона (системата) „МИТА“, който изисква възрастните мъже да работят за държавата, за определен брой дни в година, за да изплатят данъците си. На всеки човек се дава работа, според уменията му. Пачакути построява множество сгради, мостове, пътища и храмове, а също така и преустройва изцяло столицата Куско с работници ангажирани по този закон.

#### Писменост и език
Владетелят на инките и неговите администратори се нуждаели от подробна информация за това, какво се случва във всички части на империята – колко хора живеят във всяка област, колко селскостопанска продукция се дължи и произвежда, колко МИТА труд трябва да се положи от всеки поданик. Понеже не познавали двуизмерната писменост, всичко започнало да се записва с инструмент, който е разработен от по-ранна цивилизация в региона – наречен Кипу. Той представлява дълъг низ от цветни нишки, с разположени върху тях възли. На Кипу не може да се съхранява всевъзможна информация, затова са обособени групи от хора, които да помнят и разказват историята и религиозните текстове на инките.
Пачакути въвежда и общ официален език в Тауантинсую. Това е езика Кечуа – говорен от племе със същото име, който до този момент е най-разпространен в региона.

#### Строителство и архитектура
Най-грандиозното строителство, под ръководството и по проект на Пачакути е цялостното преустройство на град Куско. Като център на Тауантинсую, столицата трябва да отговаря с облика си на величието на инките и Пачакути като архитект на „новото време“ се заема с тази задача. За целта, първоначално, той разрушава напълно историческия център на града, който е от времето на Манко Капак и почти целият град. Освен това, отклонява и канализира реките Уатанай и Тулумайо с което освобождава нужното пространство за грандиозния си проект.
От малко селце, обособено от четири квартала Куско се превръща голям град с над десет района. Всеки участък носи името на един от „Синовете на Слънцето“. Пачакути става патрон на областта Кондорканча, където издига личния си дворец Касана – Коракора.
Най-впечатляващ е новият център на Куско. Всички сгради и инфраструктура са замислени от Пачакути и построени така, че да оформят фигурата на пума – свещено за инките животно. Главата на пумата е комплексът Саксауаман, който е важен ритуален център и един от най-грандиозните монументи, създадени от човека. Той е изграден от каменни блокове, които са напаснати толкова добре в сложни форми и без никакъв свързващ материал, че нито едно острие не може да се пъхне между тях. Някои от камъните са с височина над 8 метра и с тегло над 100 тона. Тялото е площада Хуакайпата, който е разделен на две части. Едната част е Уакайпата – използвана за големи народни тържества, а втората Кусипата – предназначена за военни паради и триумфални шествия. От този площад тръгват четирите пътя, които водят до четирите краища на империята. Сърцето е каменен позлатен олтар, наричан „капак усно“, който е своеобразен център на империята – „света“. На това място господарят Инка се свързва с предците си – боговете и им принася жертви. От олтара, тръгват канали под земята, които довеждат изтеклата кръв от принесените в жертва животни до Храмът на Слънцето. Опашката е храмът Кориканча и вливащите се една в друга реки Уатанай и Тулумайо. Той е домът на „Синовете на Слънцето“ и основно място за поклонение – гръбнака на религиозните вярвания на инките.

#### Религия
Пачакути реорганизира религията на инките, като създава специална връзка между себе си и
слънцето, като обявява, че е негов син. Той построява храмове на Инти във всички области на империята, от които най-величествения е Кориканча. Когато испанските завоеватели идват в Куско за пръв път, внушителната сграда създава страхопочитание у тях.

### Експанзии възложени от Пачакути
Следващите завоевателни походи на инките са ориентирани към земите и държавите на север – северозапад от Куско. Пачакути не участва в тях, а за главнокомандуващи на войската поставя брат си Капак Юпанки, а по-късно, синът си Тупак Юпанки.

#### Под командването на Капак Юпанки
Около 1460 г. армията на инките е готова да потегли от Куско.
Този път, тя е съставена от войни от различен етнос, сред които и голяма група бойци от племето Чанка – най-големите врагове на инките. За подкомандири на тези племена са назначени вождове от същите групи, на които Инка Юпанки дарява златни оръжия и им обещава големи награди, ако прославят империята в битките.
На тръгване, Пачакути изрично дава заповеди на брат си, всеки ден да му докладва как протича похода. Също така, той му казва, че трябва да завладее всички територии до кралство Кахамарка, но да не продължава напред, а вместо това, да се върне оставяйки достатъчно гарнизони от където първоначално да бъдат управлявани бъдещите нови територии. С тази мисия и цел, Капак Юпанки се насочва първо към западното крайбрежие на днешно Перу, но след като побеждава бързо остатъците от племето Чинчи, а останалите племена се предават доброволно, той повежда войската на север.
Не след дълго, Пачакути получава вести, че армията му напредва бързо и побеждава една след друга северните провинции. За негова изненада обаче, като най-голям виновник за блестящите победи е посочена групата чанки, водени от вожда Анко (Ху)Айлу, които показали най-голяма доблест и боен дух при крепостта Паркос, в долината Уайя и при атаката на Тарма и Пумпу. Така, ядосан от факта, че бившите му най-омразни врагове са най-дейни в неговата армия, Пачакути решава, че трябва да се отърве от тях веднъж завинаги и изпраща заповед до брат си Капак Юпанки да ги избие до крак и ако се провали, ще заплати с живота си. Чанките обаче, разбират навреме за грозящата ги смърт и незабелязано дезертират от армията на инките, бягайки на изток към гъстите гори на Амасонас и Хуануко, след което се заселват край голямата тропическа река Мараньон.
Капак Юпанки преследва чанките, но не успява да ги настигне. Но, по пътя на гонитбата, пресича границата до която според волята на Пачакути трябва да достигне и навлиза в Кахамарка, която граничи с крайбрежната държава Чиму. За да компенсира загубата на чанките, той напада и превзема територията ѝ и чак след това поема по обратния път. Пачакути с радост приема вестта, че Кахамарка е превзета, но затова, че брат му се проваля с убийството на чанките, а също така пренебрегва волята му, прекрачвайки точката определена за край на офанзивата, го осъжда на смърт. Наказанието е изпълнено в Лиматамбу – градът на оракулите.

#### Първа експедиция на Тупак Юпанки
Когато Тупак Юпанки става на възраст, подходяща да води армията, Пачакути е вече възрастен и решава, че е време да го изпрати на война, за да натрупа опит, слава и богатства, от което хората на Куско да видят, че е достоен наследник на трона. Така, около 1463 г. той го праща на североизток, заедно с двама негови братя – Анку и Тилка Юпанки, като спътници и капитани, към териториите на държавата Чиму и град Чачапояс. Мисията на наследника Юпанки е не само да присъедини към империята нови територии, но и да потуши размириците във вече присъединените, да въведе реформи там и да наложи Инти като върховно божество.
По време на похода, Тупак Юпанки не разочарова баща си в нито един момент и изпълнява всичките му заръки. Първо, той отива на север и за около година присъединява териториите, посочени му като цел. След това, минава отново по стъпките на баща си и чичо си и показва своята ярост на тези, които не искат да се подчинят. Някои от местата, през които преминава за да възстанови стабилността са: крепостите Тохата, Цаяра и Курамба; провинциите Джауджа и Хуайлас, където унищожава няколко крепости и покорява племето Чачапойци; провинциите Трухильо и Канарис, където издига непревземаема крепост.
Където и да минава Тупак Юпанки, старите богове са изкоренени и всички поданици започват да се кланят на „Слънцето“ – нещо много важно за единството на империята. По негова заповед, за да може да се различават лесно членовете на различните племена под властта на инките, те трябва да се обличат по определен начин и да носят определена прическа.
Когато се връща в Куско, младият престолонаследник донася със себе си много съкровища и пленници. В града той е посрещнат от баща си и поданиците си с големи празненства и почит, а цялото инкско войнство го признава за голям водач. Така, радостен от това, че е направил правилен избор за това кой да го наследи, Пачакути започва да се готви да напусне света, спокоен за бъдещето на Тауантинсую.

#### Втора експедиция на Тупак Юпанки
Около 1465 г. Пачакути изпраща сина си Тупак на втора завоевателна експедиция, към земите на град Кито и днешен Еквадор и му дава четири годишен срок, за да ги подчини. Когато синът Юпанки стига до града, разбира че вожда му Писар Капак се е съюзил с всички племена от околностите и е събрал огромна армия с която да изгони агресорите инки. Той въобще не се респектира от този факт и действа в стил „Пачакути“, като изпраща посланици при Писар и армията му, с поръчение да предадат оръжието си и да се подчинят. След време, очаквано, пратениците се връщат от Кито с отрицателен отговор, но Тупак Юпанки посреща вестта с усмивка, защото този отговор му дава добра причина да нападне и унищожи местните индианци. С армията си, която наброява повече от 250 000 опитни войни, той потегля към града и след като плячкосва и превзема околностите му, се сблъсква в сурова битка с Писар Капак и бойците му. След няколко много кървави битки в които инките побеждават на косъм, Тупак Юпанки превзема почти цялата територия на Еквадор.
Когато Пачакути е известен за победата на синът му, остава много доволен и организира множество тържества и жертвоприношения в Куско. През това време, около 1469 г. Тупак Юпанки разбира, че му се е родил син, когото нарича Титу Куси Хуалпа. Синът му, по-късно става 11-и Капак Инака с името Хуайна Капак.
След празненствата по случай раждането на Хуайна, Тупак Юпанки разбира, че по крайбрежната ивица на Еквадор има голяма нация индианци и въпреки че четирите години, които Пачакути е дал за време на експанзията са минали, той решава да отиде и да ги завладее. За да стигне до там, той минава през много тежък планински терен, където се лута дълго време. След това, разделя армията си на три части и за около година, завзема всички крайбрежни селища от Манта до Тумбес.
Дори и да завладява цялата територия на днешен Еквадор, Тупак не се задоволява от това. От търговци по крайбрежието, той разбира, че на запад от Манта, навътре в океана, има архипелаг от острови, на два от които – Агуа Чумби и Нина Чумби (най-вероятно островите Хуахине Нуи и Хуахине Ити – Френска Полинезия) има много хора и много злато. И така, въпреки че не е плавал никога по море, синът Юпанки решава да опита да достигне до там. Затова, той строи много голям брой салове и с около 20 000 бойци навлиза навътре в морето. Тупак не се прибира близо година на континента и много от хората на Тауантинсую започват да смятат, че той е мъртъв, но предположението им се оказва погрешно, защото около 1471 г. той се връща от морското си пътешествие. Със себе си донася невиждани дотогава от жителите на Южна Америка трофеи, които са: черни хора, много злато, трон от месинг, конска кожа и челюст. Тези трофеи (трона и конските атрибути) са съхранявани в крепостта на Куско до идването на испанците.

### Смърт и наследство
В края на 1471 г. Пачакути се разболява от сериозна болест. Усещайки, че краят наближава, той повиква всичките си синове, които са в града и в тяхно присъствие, разделя всичките си скъпоценности и лични вещи помежду им. След това, той дава съвет на Тупак Юпанки, за това как да управлява империята и по-късно, през същата година, умира. Според желанието му, тялото му е положено в Паталакта, а негови статуи от злато са разположени в „храмът на Слънцето“ и по всички области на Тауантинсую.
В наследство, Пачакути оставя на поколенията след него, добре организирана и стабилна обширна империя, простираща се от границите на днешна Колумбия до Боливия, множеството храмове, дворци, сгради и богатства. Заветите му, вдъхновяват и следващите господари на инките, които разширяват още повече властта на Тауантинсую и издигат империята до най-могъщата в Америка до идването на испанските конквистадори.

## Памет
В днешно време Пачакути е уважавана историческа личност в Перу. В страната има редица скулптури, паметници и произведения на изкуството, които възхваляват делата и личността му. До 1985 г., преди смяната на перуанската валута, в обращение е банкнота от 5 сол, на която е изобразен ликът на Инка Пачакутек.

### Основна литература
- ((en)) Pedro Sarmiento De Gamboa (1572), translated and edited: Brian S. Bauer; Vania Smith. The history of the incas.   University of Texas Press, 2007. ISBN 0292714130.
- ((ru)) Милослав Стингъл, перевод: Г. П. Немищенко. Государство инков. Слава и смерть „Сыновей Солнца“ (онлайн издание).   Прогресс – Москва, 1986. Архив на оригинала от 2013-12-27 в Wayback Machine.
- ((en)) Julien, Catherine. Reading Inca History.   University of Iowa Press, 2009. ISBN 1587294117.
- ((en)) Burger, Richard L. Machu Picchu: Unveiling the Mystery of the Incas.   Peabody Museum of Natural History, Yale University, 2003. ISBN 9780300097634.